# Guglielmo Borremans

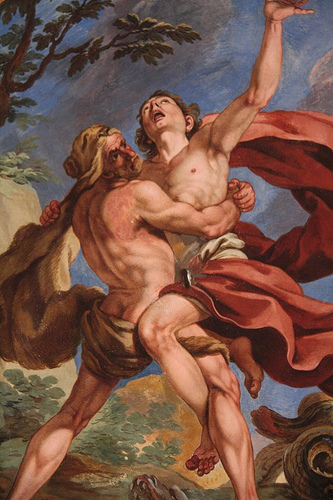
Escena mitológica

Guglielmo Borremans o Guglielmo Fiamingo  (1670–1744) fue un pintor flamenco cuya carrera documentada tuvo lugar principalmente en Italia, en particular en Nápoles, Cosenza y Sicilia. Aquí fue uno de los pintores de frescos preeminentes del barroco tardío de la primera mitad del siglo XVIII que recibió múltiples encargos para decorar iglesias y palacios. 

## Biografía
Poco se sabe de la juventud y de la formación de Guglielmo Borremans. Se cree que nació en Amberes en 1670. Aquí se formó con el pintor de historia Peter van Lint alrededor de 1688-1689. Una pintura del 'Martirio de san Andrés', anteriormente en la Catedral de San Bavón de Gante es el único trabajo documentado que se le atribuye del tiempo que pasó en su país de origen. Probablemente no abandonó Flandes antes de finales del siglo XVII. La última evidencia de la presencia del artista en Amberes se encuentra en los registros de los archivos de la Academia de Bellas Artes de Amberes, donde está registrado hasta 1693.

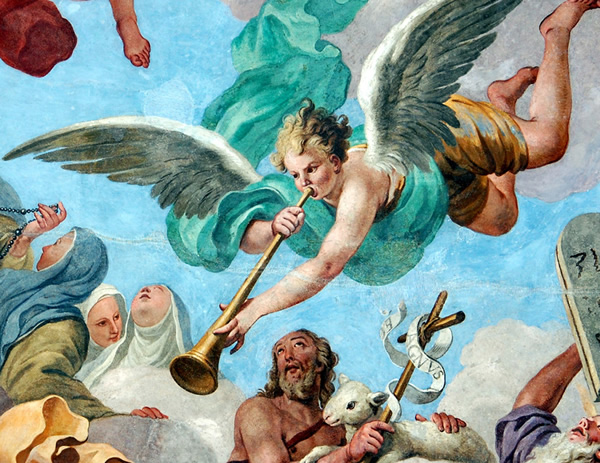
La Gloria de San Vicente, 1717, detalle de los frescos de la iglesia de San Vicente Ferrer, Nicosia.

El momento exacto de la partida y los detalles de su ruta hacia y en Italia no están claros. Es probable que pasase por Roma según confirmaría una pintura de su mano, fechada en 1703, que antiguamente se encontraba en el Duomo Consentino de Roma[cita requerida]. También pasó un tiempo en Nápoles y posiblemente en Cosenza, Calabria. Al menos están registradas en Cosenza 20 obras que datan de 1703 a 1706. Es posible que tuviera algún vínculo con los miembros locales de la orden franciscana, ya que la mayoría de sus obras en Calabria fueron encargadas por esta orden religiosa. De hecho, estas obras fechadas pintadas en Cosenza son el primer indicio de su presencia en el sur de Italia. 
Las únicas pinturas conocidas de Borremans en Nápoles son las decoraciones al fresco del crucero de Santa Caterina a Formiello que data de alrededor de 1708-09. Reemplazó a Giuseppe Simonelli, que había muerto poco antes y había comenzado la decoración del crucero. El tema de la serie fueron historias de la vida de Santo Domingo.
Debió hacerse famoso en Nápoles, ya que la Selva poetica de 1713, de Giuseppe D'Alessandro, duque de Peschiolanciano, incluía un poema dedicado al artista titulado "In lode del Signor Guglielmo Borremans, famoso pittore fiammingo" (En elogio al Sr. Guglielmo Borremans, famoso pintor flamenco). Los versos finales del poema se refieren a las habilidades de Borremans para eternizar a los vivos y revivir a los muertos, que apuntan a sus actividades como retratista en Nápoles. Hasta la fecha no se han atribuido retratos pintados al artista, excepto el retrato de medio cuerpo del arcipreste Raffaele Riccobene en el retablo de la Inmaculada con ángeles y santos del altar mayor de la Catedral de Caltanissetta. Riccobene había financiado la decoración de la catedral. 

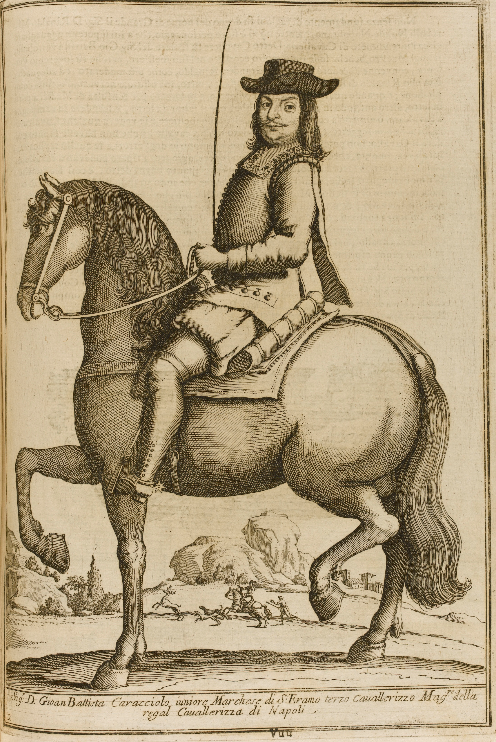
Don Giovanni Battista Caracciolo

El duque de Peschiolanciano tuvo una estrecha relación con el artista. Probablemente invitó a Borremans a diseñar las ilustraciones incluidas en el libro del duque sobre hípica llamado Pietra Paragone de cavalieri publicado en Nápoles en 1711. Este libro contiene muchas imágenes relacionadas con la hípica que fueron realizadas por el prominente grabador napolitano Francesco De Grado según los diseños de Borremans. El libro también incluye retratos, 14 de los cuales son retratos ecuestres y 14 son retratos de busto. Es posible que la referencia en el poema del duque a los retratos de Borremans se relacione con estos diseños para su Pietra Paragone de cavalieri.
Borremans se mudó a Sicilia y en Palermo le encargaron que pintara un fresco en el techo de la iglesia de Nuestra Señora de la Bóveda en 1714. En Sicilia recibió múltiples encargos para decorar iglesias locales y los palacios de personalidades prominentes. También pintó muchos lienzos. Debió tener un taller importante. Trabajó en varios lugares de Sicilia fuera de Palermo, incluyendo Nicosia, Catania, Enna, Caltanissetta, Buccheri, Caccamo y Alcamo. Algunos de sus proyectos más importantes fueron las decoraciones de la iglesia de San Ranieri y del santuario de Quaranta Martiri Pisani en Palermo, un encargo que comenzó en 1725. En esta iglesia usó gran profusión de oro y estuco para crear una de las decoraciones barrocas más ricas y lujosas de Sicilia. Este es el único trabajo que firmó con una firma que se refiere a su tierra natal: "Guglielmus Borremans Antuerpiensis Pinxit" ('Guglielmo Borremans de Amberes [lo] pintó'). 

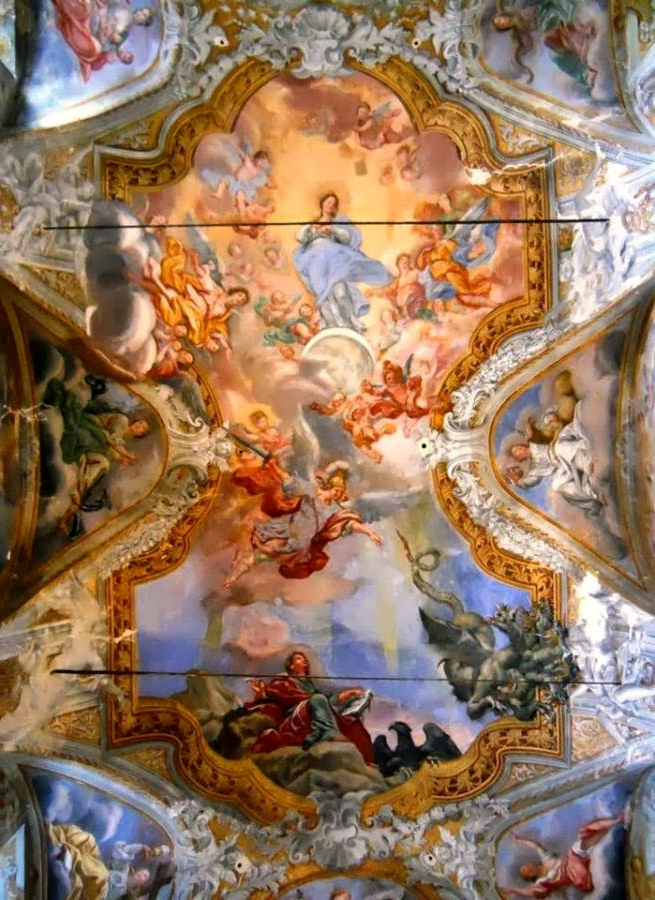
La Asunción de Maria

En Palermo, pintó en 1733-34 algunas salas del palacio del arzobispo que se han conservado parcialmente. Trabajó en una serie de proyectos seculares. Participó en la decoración de algunos edificios aristocráticos que culminaron en los frescos del techo de la galería principal del Palazzo dei Principi di Cattolica en Palermo. En 1733 fue llamado como experto para resolver una disputa entre dos pintores sicilianos, Venerando Costanza y Pietro Paolo Vasta, que competían por la decoración del interior de la catedral de Acireale. Se decidió a favor de Vasta. Él mismo participó en una competición similar con Olivio Sòzzi sobre la decoración de la catedral de Alcamo. Ganó gracias al apoyo de los mecenas.
En la última parte de su vida, Borremans desaceleró el ritmo frenético de sus actividades y se documentan menos trabajos durante este período. Borremans murió el 17 de abril de 1744 y fue enterrado en la iglesia de los capuchinos en Palermo.
Su hijo Liugi, que probablemente aprendió y trabajó con él, continuó la costumbre de su padre al crear vastos ciclos decorativos para las iglesias locales. La actividad de Luigi es conocida por los frescos firmados y fechados en 1747 ubicados en Caltanissetta. A su nieto Guglielmo el Joven se le atribuyen ampliaciones de las pinturas de la Catedral de Enna, que en gran parte se consideran procedentes de la mano de Guglielmo el Viejo.

## Trabajo
Casi toda su obra conocida se realizó y está ubicada en el sur de Italia. La mayoría de sus obras representan temas religiosos y, en menor medida, mitológicos. Fue elogiado como retratista durante su residencia en Nápoles, pero actualmente no se le atribuyen retratos pintados.

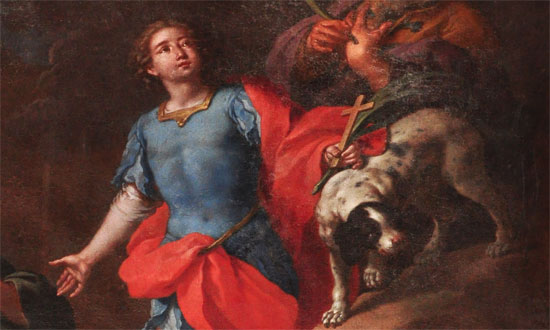
San Vito

Guglielmo Borremans era único, ya que como pintor flamenco que no fue educado en la técnica y el arte de la pintura al fresco, fue capaz de establecerse como uno de los principales pintores de frescos en el sur de Italia en el siglo XVIII. Es posible que hubiese aprendido la técnica del fresco de su maestro Peter van Lint, que durante su estancia en Italia pintó al fresco la Capilla Cybo-Soderini en la basílica de Santa María del Popolo en Roma. También creó obras sobre lienzo. Muchas de sus obras se han perdido debido a la destrucción causada por la guerra y la falta de restauración adecuada. También aplicó los pigmentos en capas más delgadas que los pintores locales, lo que puede haber contribuido a un deterioro más rápido.
Sus primeras obras muestran su deuda con la escuela barroca flamenca y en particular con el trabajo de Rubens. Más tarde, su estilo absorbió influencias locales y contemporáneas y evolucionó hacia el lenguaje barroco que fue popular en el sur de Italia en aquel momento. Sus trabajos juveniles muestran, en particular, su dependencia de la tradición de Rubens, continuada por los alumnos de Rubens, Anton van Dyck y Jacob Jordaens. En este período temprano parece que estuvo libre de la influencia italiana directa, aunque mostró la influencia indirecta del arte italiano tal como lo transmitió su maestro Pieter van Lint. Su trabajo de esa época estaba cerca del arte italiano de influencia flamenca con centro en Génova. En La disputa de Santa Catalina de Alejandría con los filósofos ante el emperador Majencio se acerca especialmente a las obras de Peter van Lint, como en Cristo sanando al cojo en el estanque de Betesda (1640, Kunsthistorisches Museum, Viena). 

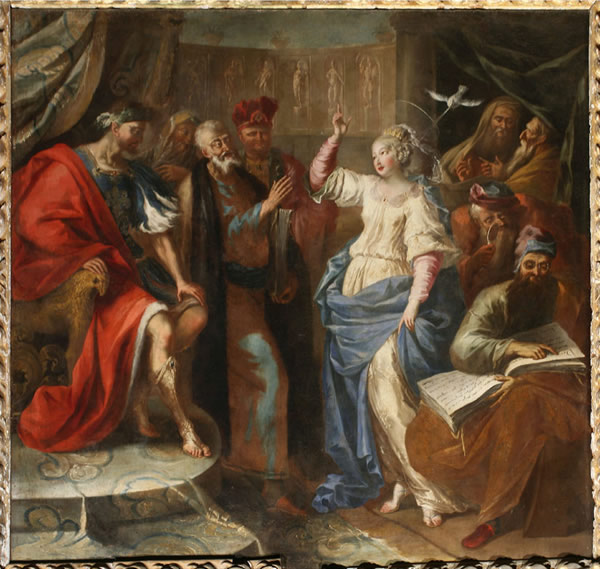
Disputa de Santa Catalina de Alejandría con los filósofos ante Majencio

Las piezas creadas en Cosenza en 1703-1706 muestran una base estilísticamente flamenca sobre la cual se ha colocado una capa de sensibilidad prerococó. Al mismo tiempo, las obras revelan algunos elementos manieristas tardíos, posiblemente absorbidos de Peter van Lint y visibles en las alargadas y gráciles figuras. Estas obras muestran una gran originalidad en el diseño y una exquisita paleta. El uso por parte de Borremans de rojos brillantes y mezclas de gran cuerpo, así como la representación detallada de las telas y las diferentes piezas de flores muestran su herencia flamenca del siglo XVII. Estos trabajos también muestran similitud con el trabajo de otros alumnos de Van Lint, como Godfried Maes, cuyo trabajo también muestra una tendencia a alargar las formas y utilizar temas suaves. Sus pinceladas en estas obras son vivas y sus composiciones son equilibradas. 
En sus pinturas de Nápoles, que datan de 1708-1709, mostró similitud con la obra de Luigi Garzi, una influencia romana que también puede haber sido el resultado de la influencia de seguidores del estilo romano en Nápoles, como Luca Giordano y Paolo de Matteis.

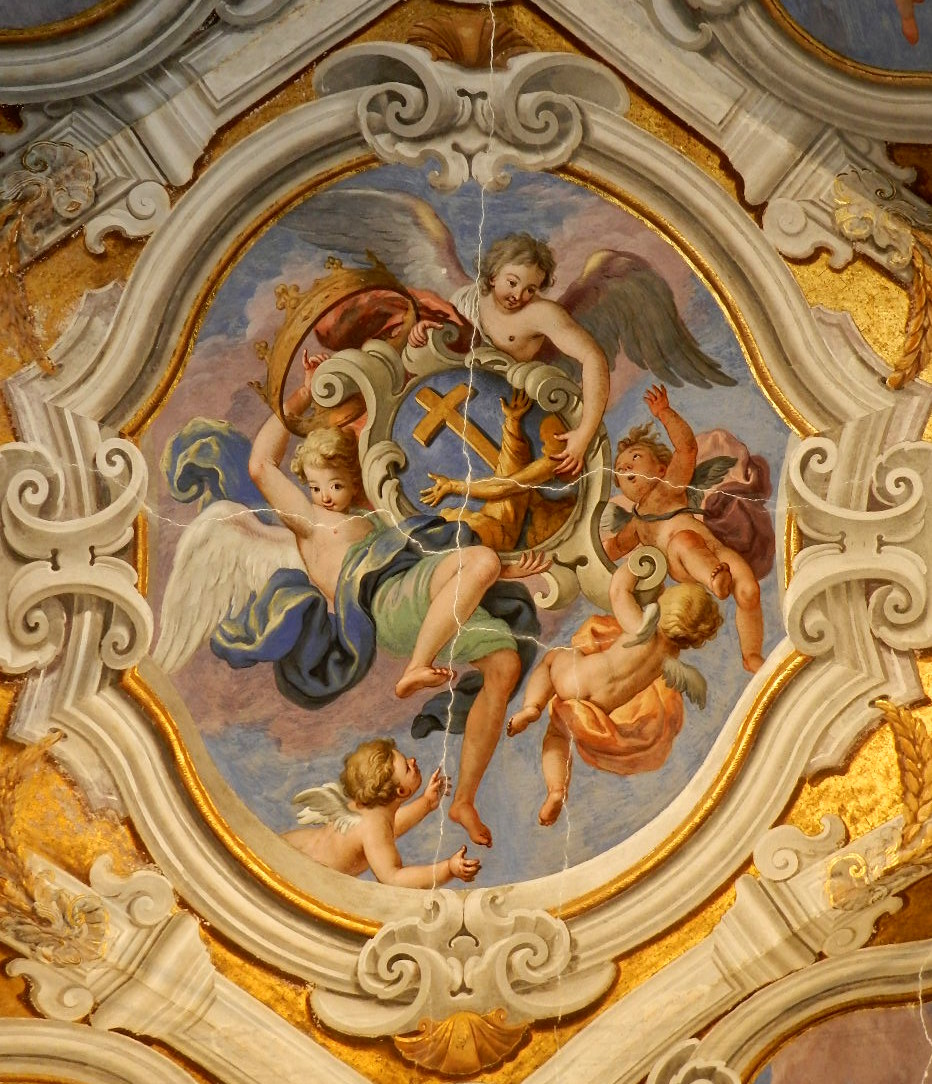
Emblema de la Orden Franciscana con putti

Sus obras maestras incluyen la notable serie de frescos de la basílica de Santa Maria Assunta en Alcamo, y los pintados en las iglesias delle Anime Sante de Enna, la de San Giuseppe en Leonforte y la de la Assunta en San Giuseppe de los teatinos en Palermo. 

## Trabajos seleccionados
- Palermo, Sicilia: Frescos en la Chiesa dei SS. Quaranta Martiri alla Guilla y Chiesa di S. Maria di Montevergini
- Alcamo, Sicilia: 38 frescos en la Chiesa Madre o Basilica di S.Maria Assunta
- Catania, Sicilia: Anunciación en Chiesa dei Minoriti
- Caltanissetta Sicilia: frescos (iniciados en 1722) en la Catedral Santa Maria la Nova y en la Iglesia de Santa Ágata.
- Nicosia, Sicilia: Chiesa di San Vincenzo Ferreri, el techo del ábside: una "Gloria di San Vincenzo Ferrere", que data de 1717.